# La Esperanza, Victoria
La Esperanza är en ort i Mexiko.   Den ligger i kommunen Victoria och delstaten Guanajuato, i den centrala delen av landet, 240 km nordväst om huvudstaden Mexico City. La Esperanza ligger 1 954 meter över havet och antalet invånare är 165.
Terrängen runt La Esperanza är huvudsakligen kuperad, men den allra närmaste omgivningen är platt. Runt La Esperanza är det glesbefolkat, med 18 invånare per kvadratkilometer. Närmaste större samhälle är San Luis de la Paz, 19,7 km väster om La Esperanza. Trakten runt La Esperanza består i huvudsak av gräsmarker.